# Tetsubin

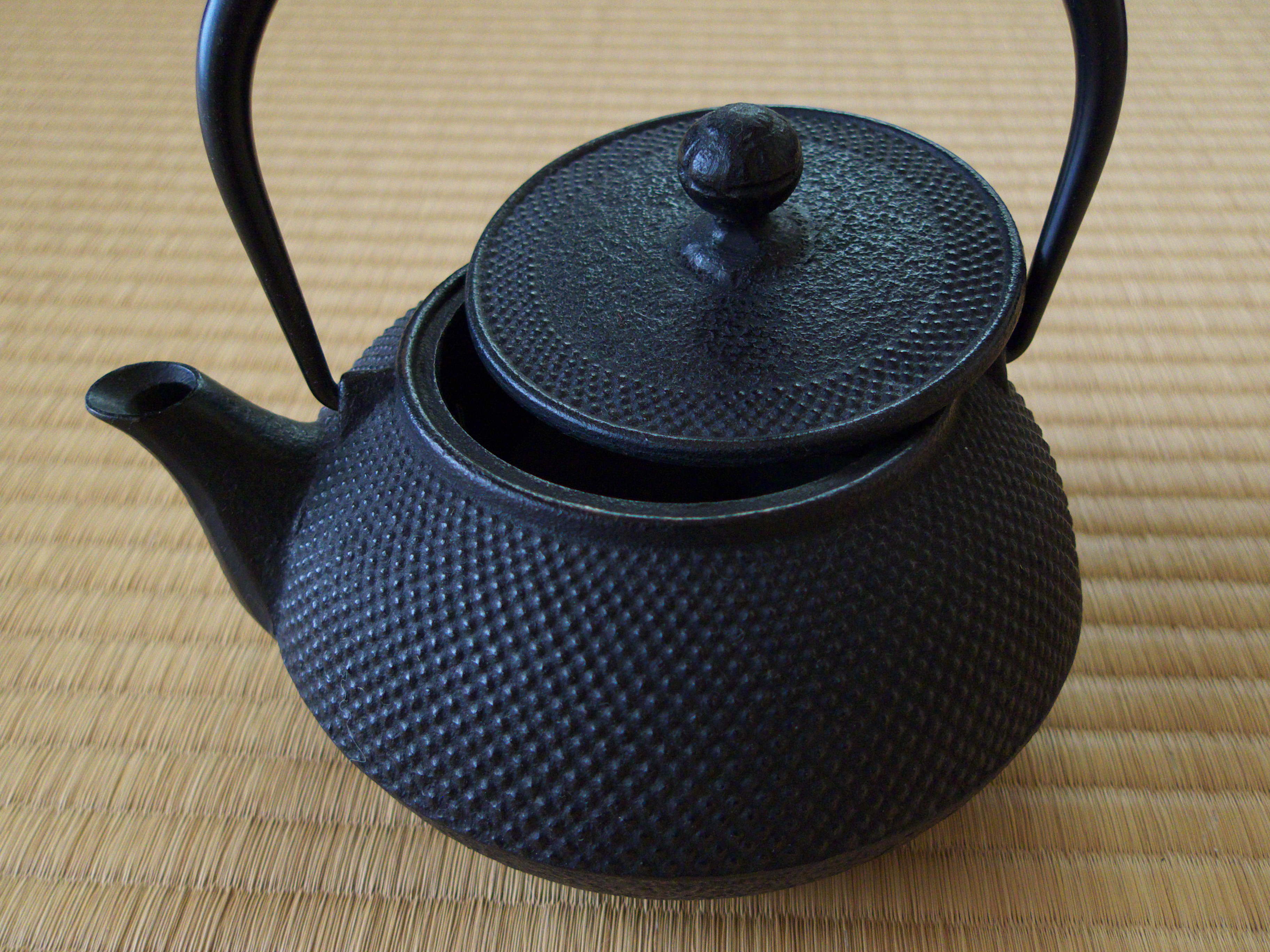
Tetsubin

Tetsubin (Japans: 鉄瓶, Hepburn: Tetsubin) is een gietijzeren ketel met een tuit, een hengsel, en een deksel. De tetsubin wordt gebruikt voor het koken van water en het bereiden van thee. 

## Etymologie
Het woord tetsubin is de romaji-transliteratie van de kanji 鉄瓶. Het is een samenstelling van het zelfstandige naamwoord 鉄 [tetsu] "ijzer" in de on-lezing en het zelfstandige naamwoord 瓶 [bin] "pot" eveneens in de on-lezing. Tetsubin betekent letterlijk: ijzeren pot, maar wordt vertaald als: "ijzeren ketel".

## Herkomst
De herkomst van tetsubin is niet duidelijk. Aangenomen wordt dat tetsubin is voortgekomen uit een ketel bekend als tedorigama die al werd gebruikt in de tijd van Sen no Rikyū (1552-1591). De ketel werd aanvankelijk voornamelijk gebruikt voor theeceremonies. De ketel zou populairder zijn geworden met de introductie van sencha in Japan, halverwege de 17e eeuw. Sencha was de eerste thee in Japan waarvan een extract werd getrokken, in tegenstelling tot matcha dat wordt verpoederd en mee wordt opgedronken. Sencha werd in de 18e eeuw meer gedronken in informelere gezelschappen, terwijl matcha vooral werd gebruikt voor de formele theeceremonies. Omdat de ketel ook werd gebruikt voor theeceremonies werd het nog altijd beschouwd als een statussymbool in tegenstelling tot de reguliere waterketels.
Het gebied rondom de steden: Morioka en Mizusawa, in de Iwate prefectuur, stond bekend als: Nanbu of Nambu in de Edoperiode (1603-1868). Hier werden ijzerwaren - bekend als: Nanbu tekki geproduceerd door ambachtslieden afkomstig uit Kyoto, die de kennis van metaalbewerken met zich meebrachten. De regio Nambu was rijk aan ijzererts, goede klei en houtskool. Tevens werd de metaalindustrie beschermd ten tijde van de Edoperiode. Aldaar zouden de eerste tetsubin zijn geproduceerd, nu ook nog wel 南部鉄瓶 (Nanbu Tetsubin) genoemd. Het ijzerwerk werd een lokale specialiteit. En het ijzerwerk werd een kostbaar geschenk onder de heersende klassen, slechts weinigen konden zich een dergelijk luxeartikel veroorloven wat het een statussymbool maakte in de 17e eeuw.

## Links
- (en)  California Academy of Sciences - All about tetsubins - Informatieve pagina over tetsubins.
- (en)  YouTube - Insider Business - Why Japanese Iron Kettles Are So Expensive - Video over de productie van Tetsubin